# Mario Ricci (militare)
Mario Ricci (Cortona, 1914 – Pont de Molins, 7 febbraio 1939) è stato un militare italiano, decorato con la medaglia d'oro al valor militare alla memoria nel corso della guerra di Spagna.

## Biografia
Nacque a Cortona, provincia di Arezzo, nel 1914, figlio di Pino e Giovannina Zavanella.  Effettuò gli studi a Cortona, a Firenze e a Perugia, dove conseguì il diploma magistrale. Chiamato a prestare servizio militare di leva nel Regio Esercito nel novembre 1936, fu ammesso in qualità di allievo ufficiale di complemento, a frequentare la Scuola carristi presso il 2º Reggimento carristi di stanza a Bologna ottenendovi, il 5 ottobre 1937, la promozione a sottotenente. Posto in congedo nel febbraio 1938, poco più di due mesi dopo, il 20 aprile, fu richiamato a domanda in servizio attivo e, come volontario, partì per combattere nella guerra di Spagna. Giunto in Spagna il 26 aprile, venne assegnato prima alla compagnia lanciafiamme e pochi giorni dopo alla 2ª Compagnia carri d'assalto del Raggruppamento carristi. Si distinse subito in combattimento, venendo decorato con due medaglie di bronzo al valor militare (Alfes, dicembre 1938; Mora de Ebro, novembre 1938), e con una croce di guerra al valor militare (Quatro Caminos, agosto 1938).
Nel corso dell'offensiva per la conquista di Barcellona, si offrì di compiere una missione di salvataggio per cercare di recuperare un proprio ufficiale rimasto bloccato in territorio nemico. Fatto segno lui stesso di numerosi colpi, precipitò con il suo carro CV35 in un burrone, cadendo prigioniero di guerra il 16 gennaio 1939. Interrogato,si rifiutò di fornire qualsiasi tipo di informazione, e fu fucilato il 7 febbraio successivo a Pont de Molins in Catalogna. Venne insignito della medaglia d'oro al valor militare alla memoria.

### Fonti
1. 1 2 3 4 5 6  Combattenti Liberazione.
2. 1 2 3 4 5  Segreti nella Storia.
3. ↑   RICCI Mario, Medaglia d'oro al valor militare, su Presidenza della Repubblica.
4. ↑  Registrato alla Corte dei conti addì 27 luglio 1941, guerra, registro 25, foglio 117.